# Пета пехотна дунавска дивизия
Пета пехотна дунавска дивизия е българска военна част.

## Формиране
Формирана през 1883 година в Русе под името 3-та пеша бригада, която от 27 декември 1891 година е преименувана на 5-а пехотна дунавска дивизия.

## Балканска война (1912 – 1913)
По време на Балканската война (1912 – 1913) дивизията е част от 3-та армия и има следното командване и състав:

### Командване и състав
Щаб на дивизията
- Началник на дивизията – генерал-майор Павел Христов
- Началник на щаба на дивизията – От Генералния Щаб, полковник Коста Каварналиев
- Дивизионен инженер – военен инженер, капитан Иван Йонков
- Дивизионен лекар – санитарен подполковник д-р Анастас Петров
- Дивизионен интендант – подполковник Нягул Мръчков

Части
- Командир на 1-ва бригада – полковник Георги Абаджиев
  - Командир на 2-ри пехотен искърски полк – полковник Никола Крунев
  - Командир на 5-и пехотен дунавски полк – полковник Иван Петров
- Командир на 2-ра бригада – полковник Венко Софрониев
  - Командир на 18-и пехотен етърски полк – подполковник Константин Антонов
  - Командир на 20-и пехотен добруджански полк – полковник Иван Божков
- Командир на 3-та бригада – полковник Никола Иванов
  - Командир на 45-и пехотен полк – подполковник Иван Върбанов
  - Командир на 46-и пехотен полк – подполковник Иван Цветанов
- Командир на 5-а пионерна дружина – майор Стефан Цанев
- Командир на 1-ви с.с. артилерийски полк и началник на артилерията – полковник Пантелей Парасков
- Командир на 1-ви не с.с. артилерийски полк – подполковник Константин Арабов

Освен тях в състава ѝ влизат снабдителни служби, санитарни учреждения и военно-полицейски части. Артилерийските полкове разполагат с по 36 полски оръдия. Към началото на войната дивизията наброява 498 офицери и лекари, 39 чиновници и 30 221 подофицери и редници.
В Лозенградската операция участва на левия български фланг, като осъществява настъплението срещу Лозенград от село Ериклер на юг. В Люлебургазко-Бунархисарската операция отново се сражава на левия фланг, в района на Бунархисар.

## Първа световна война (1915 – 1918)
През Първата световна война (1915 – 1918) дивизията влиза в състава на 2-ра армия и има следното командване и състав:

### Командване и състав
Щаб на дивизията
- Началник на дивизията – генерал-майор Панайот Бърнев
- Началник на щаба на дивизията – от Генералния щаб, подполковник Никола Каридов
- Дивизионен инженер и командир на 5-а пионерна дружина – военен инженер, полковник Захарий Бочев
- Дивизионен лекар – санитарен подполковник д-р Марко Хараламбиев
- Дивизионен интендант – подполковник Йосиф Пенев
- Командир на 5-и дивизионен ескадрон – капитан Драгомир Василев

Първа бригада
- Командир на бригадата – полковник Рашо Георгиев
- Началник на Щаба на бригадата – от Генералния щаб, майор Рашо Михнев
  - Командир на 2-ри пехотен искърски полк – полковник Владимир Данев
  - Командир на 5-и пехотен дунавски полк – от Генералния щаб, подполковник Никола Илиев

Втора бригада
- Командир на бригадата – полковник Станчо Радойков
- Началник на Щаба на бригадата – от Генералния щаб, майор Тома Чернев
  - Командир на 18-и пехотен етърски полк – подполковник Стефан Вълчев
  - Командир на 20-и пехотен добруджански полк – подполковник Юрдан Георгиев

Трета бригада
- Командир на бригадата – полковник Стефан Панайотов
- Началник на Щаба на бригадата – от Генералния щаб, майор Иван Кабакчиев
  - Командир на 49-и пехотен полк – подполковник Иван Гешев
  - Командир на 50-и пехотен полк – подполковник Христо Брусев

Пета артилерийска бригада
- Командир на бригадата – полковник Владимир Вазов
  - Командир на 1-ви артилерийски полк – подполковник Зафир Чобанов
  - Командир на 11-и артилерийски полк – подполковник Йордан Велчев

## След Втората световна война
От май 1950 г. дивизията е преименувана на пета стрелкова Дунавска дивизия, а от 22 септември 1950 г. на шеста стрелкова дивизия. Преименувани са съответно и нейните полкове: пети стрелкови Дунавски полк на 11 стрелкови полк, 31-ви стрелкови Силистренски полк на 50-и стрелкови полк и 5-и дивизионен артилерийски полк на 42-ри оръдеен артилерийски полк. На следващата година щабът на дивизия е преместен от Русе в село Долни Чифлик и там на негова основа е формиран 8-и стрелкови корпус, като в него се включва още и 24-та стрелкова дивизия и 58-а отделна брегова стрелкова бригада. През декември 1958 г. корпусът е разформирован и така дивизията престава да съществува.

## Наименования
През годините дивизията носи различни имена според претърпените реорганизации:
- Трета пеша бригада (1883 – 1891)
- Пета пехотна дунавска дивизия (1891 – 1920)
- Пети пехотен дунавски полк (1920 – 1938)
- Пета пехотна дунавска дивизия (1938 – май 1950)
- Пета стрелкова дунавска дивизия (май – 22 септември 1950)
- Шеста стрелкова дивизия (22 септември 1950 – 1958)[5]

## Началници
Званията са към датата на заемане на длъжността.
| №  | звание               | име                 | дати                               |
| -- | -------------------- | ------------------- | ---------------------------------- |
| 1. | Капитан от гвардията | Николай Подвалнюк   | от 24 април 1883                   |
|    | Подполковник         | Димитър Филов       | 1886 – октомври 1886               |
|    | Майор                | Атанас Узунов       | 1887                               |
|    | Полковник            | Христо Драндаревски | към 1891, към 1904                 |
|    | Генерал-майор        | Радой Сираков       | 1907 – 1908                        |
|    | Генерал-майор        | Павел Христов       | 9 април 1910 – 1912                |
|    | Полковник            | Тодор Кантарджиев   | 1913 – 1914                        |
|    | Генерал-майор        | Панайот Бърнев      | 1915 – 1916                        |
|    | Полковник            | Иван Бончев         | 1916 – 1918                        |
|    | Генерал-майор        | Сава Савов          | 27 ноември 1916 – 28 юли 1917      |
|    | Полковник            | Никола Писаров      | 1918 – 1919                        |
|    | Полковник            | Александър Кисьов   | до 1922                            |
|    | Полковник            | Константин Соларов  | 1922 – 1923                        |
|    | Полковник            | Александър Пенев    | от 1928                            |
|    | Генерал-майор        | Кирил Жечев         | 1931? – 1932?                      |
|    | Полковник            | Тодор Радев         | през 1932                          |
|    | Полковник            | Младен Филипов      | през 1934                          |
|    | Полковник            | Иван Тодоров        | 1934 – 1935                        |
|    | Полковник            | Анастас Анастасов   | през 1935                          |
|    | Генерал-майор        | Теодоси Даскалов    | 1935 – 1 ноември 1936              |
|    | Полковник            | Атанас Стефанов     | 1 ноември 1936 – 25 септември 1940 |
|    | Полковник            | Христофор Серафимов | 1941 – 13 септември 1944           |
|    | Полковник            | Боню Пиронков       | 14 септември 1944 – 3 ноември 1944 |
|    | Полковник            | Петър Тончев        | 4 ноември 1944 – неизв.            |
|    | Полковник            | Мирчо Мирчев        | 1945 – 1946?                       |
|    | Генерал-лейтенант    | Асен Греков         | 3 януари 1946 – 15 февруари 1946   |
|    | Полковник            | Георги Мустакерски  | 1946 – 1946                        |
|    | Полковник            | Никола Ботев        | от 1947                            |
|    | Полковник            | Атанас Русев        | февруари 1948 – ноември 1950       |
|    | ?                    | Величко Георгиев    | ноември 1951 – 1952                |

Други командващи: полк. Никола Писаров, Алекси Попов